# Ори
Хори пренасочва насам.  За японския писател вижте Тацуо Хори.
Орите (хорите) в гръко-римската митология са (след окончателното оформяне на групата) три тройки (наричани условно "поколения") богини, обичайно представяни като дъщери на Зевс - бога на гръмотевиците и титанката Темида, както и няколко други богини, които въплъщават часовете, на които според съответните представи се дели светлата част на денонощието. В някои легенди се споменават като деца на Хелиос и Селена (Слънцето и Луната).
Групата на тези богини постепенно расте. Бройката им невинаги е кратна на 3, но обикновено е така. Ранните автори описват първото поколение, по-късните – второто и третото.  Функциите на богини на часовете понякога са и на богините от "поколенията" (поделяйки си времето, в което ги изпълняват на 9 часа). В други версии (и вероятно - отначало) часовете са 10, а впоследствие - 12.
Въобще хорите се явяват в митологията персонификация на считания за естествен ред на нещата и негови пазители и осъществители.

## Първо поколение ори
Имената им са Тало, Афксо и Карпо. Почитани основно от земеделците в Древна Гърция, те са богини на сезоните, които в древногръцкия календар са 3: пролет, лято и есен-зима. Зимата не представлявала отделен сезон според интереса на земеделците. Отъждествяването на Орите с 4 сезона, е засвидетелствано през Късната Античност от Нон в Дионисиака, като той ги представя за дъщери на Хелиос – Слънцето.
В изкуството тези ори са представяни като млади, красиви жени, обградени с цветя и обилна растителност, като символи на плодородието:
- Тало е богинята на пролетта и цветните пъпки, пазителка на младостта;
- Афксо (или Ауксо, от гръцки: αυξανω – увеличавам) е богинята, отговорна за развитието на растенията;
- Капро отговаря за жътвата, узряването и зимата. Тя е била придружителка на Персефона, Афродита и Хера и се свързва също с Дионис, Аполон и Пан.

## Второ поколение ори
Орите от второ поколение са Евномия, Дике и Ирена – богини, съблюдаващи за спазването на закона и реда, който поддържа стабилността на обществото и почитани главно в Атина, Аргос и Олимпия. Темида (у римляните отъждествявана с Юстиция), тяхната майка е богинята на правосъдието, следяща за спазването на законите – кои хора не уважават възрастните, къде са забравили закона за гостоприемството или са започнали кръвопролитна война. В тази работа ѝ помагат, според легендата за тях, нейните три дъщери. Най-голямата – Евномия – следи хората да спазват законите, средната – Дике (гр. δικαιο – справедливост) – следи да цари справедливост по света и е враг на измамата, а най-малката – Ирена (гр. ειρηνη – мир) – да се помиряват враждуващите.

## Трето поколение ори
Хигин в своите Басни (183) и по-късни автори упоменават и трето поколение ори, представляващи богини на плодородието и икономическото благополучие, а именно - Феруза – богиня на селскостопанските имоти, Евпория – богиня на изобилието и Ортосия – богиня на благоденствието.

## Богините на часовете
На тази тема пишат античните поети Хигин (Басни) и Нон (Дионисиака).
Като сбор от 12 богини за 12 дневни часа, тази част от орите са (и покровителки на):
- Авги – първите слънчеви лъчи.
- Анатолия – изгрева.
- Музика – сутрешния час за музика и обучение.
- Гимнастика или Гимназия – сутрешния час за гимнастика/упражнения.
- Нимфе – сутрешния час за измиване.
- Месембрия – обедното време.
- Спонде – часа за възлияние, правено след обяда.
- Елете – времето за молитва, първият от следобедните часове.
- Акти или Кипър – времето за ядене и удоволствие, втория от следобедните часове за работа.
- Хесперис – вечерта.
- Дисис – залеза.
- Арктос – последната светлина за деня.